# Konzulat Republike Slovenije v Hesperangu
Konzulat Republike Slovenije v Hesperangu je diplomatsko-konzularno predstavništvo (konzulat) Republike Slovenije s sedežem v Hesperangu (Luksemburg); spada pod okrilje Veleposlaništvu Republike Slovenije v Belgiji.
Trenutni častni konzul je Franc Dreu.